# 山阳镇 (上海市)
山阳镇，是中华人民共和国上海市金山区下辖的一个行政建制镇。位于金山区东南部，南临杭州湾。面积42.12平方公里。户籍人口3.73万人（2008年）。

## 地理交通
大金山島、小金山島、浮山島和金山嘴漁村位于山阳镇境内，与山阳镇大陆部分隔海相望。沪杭高速公路穿越镇境。

## 规划
规划中金山新城的一部分位于山阳镇境内，金山新城建成后人口预期可达到30万人。
规划面积为10平方公里的山阳工业区（金山工业区南区）也位于境内。

## 行政区划
山阳镇下辖11个居委会及10个村委会：
三新社区、金海岸社区、戚家墩社区、海趣社区、三岛龙洲社区、联江社区、金世纪社区、金豪社区、海云社区、康建社区、蓝色收获社区、向阳村、九龙村、杨家村、东方村、中兴村、长兴村、华新村、渔业村、新江村和卫东村。